# PureOS
PureOS — дистрибутив GNU/Linux, сфокусированный на конфиденциальности и безопасности, использующий среду рабочего стола GNOME. Он поддерживается компанией Purism для использования в ноутбуках и смартфонах компании Librem.
PureOS включает только свободное и открытое программное обеспечение и входит в список свободных дистрибутивов GNU/Linux, опубликованных Фондом свободного программного обеспечения.
PureOS — это дистрибутив GNU/Linux на основе Debian, объединяющий пакеты программного обеспечения с открытым исходным кодом из основного архива Debian. Веб-браузер, используемый по умолчанию в PureOS, называется PureBrowser, являющийся форком Firefox, ориентированным на конфиденциальность. По умолчанию в PureBrowser используется поисковая система DuckDuckGo.
PureOS 9.0 Hephaestus является первым финальным выпуском, вышедшим из стадии бета-версии PureOS.

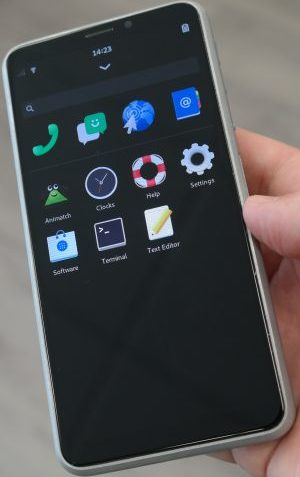
Мобильный интерфейс PureOS, работающий на Librem 5
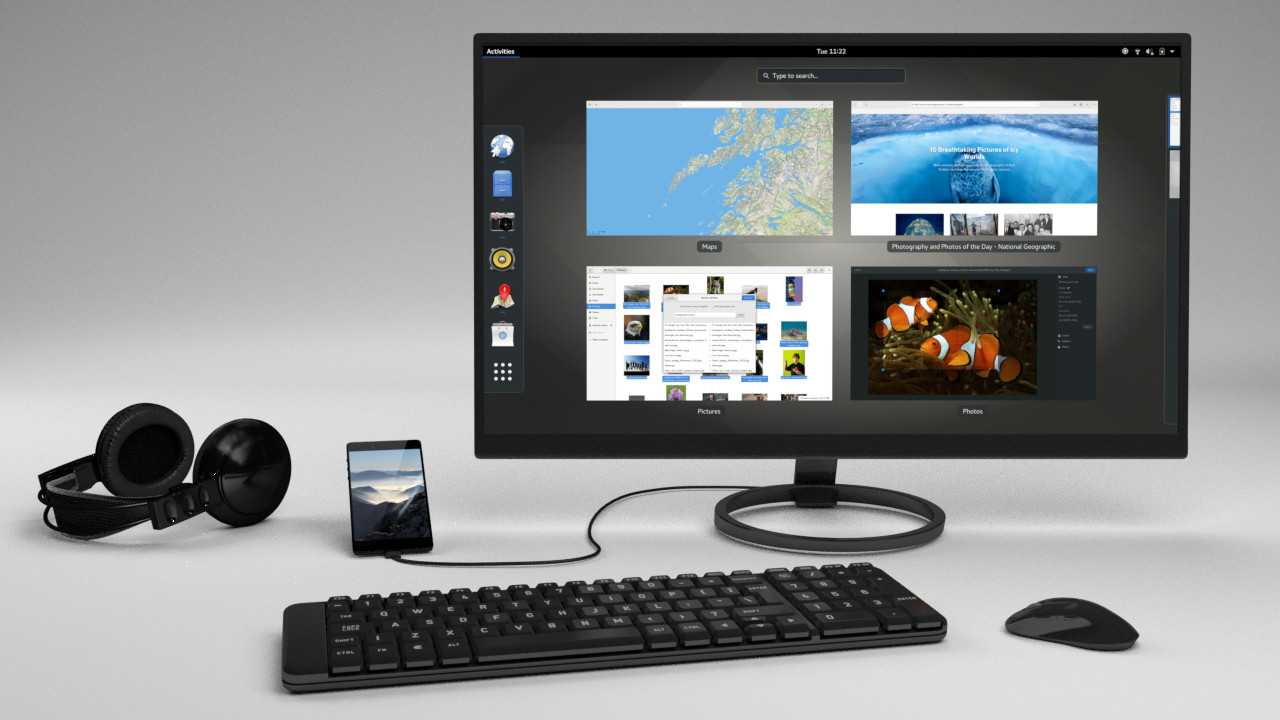
Объединение мобильного и десктопного устройств: Librem 5, подключенный к клавиатуре, экрану и мыши, работающий как настольный компьютер.